# Allemands de Bucovine
Pour un article plus général, voir Allemands de Roumanie.
Les Allemands de Bucovine (en allemand : Bukowinadeutsche ou Buchenlanddeutschen et en roumain : Germani bucovineni ou nemți bucovineni) correspondent aux populations qui se sont installées en Bucovine (dorénavant entre l'Ukraine et la Roumanie (județ de Suceava) à l'époque de la domination autrichienne de 1775 à 1918, formant des foyers germanophones catholiques et protestants (plus précisément luthériens) dans ce territoire moldave initialement peuplé de roumanophones orthodoxes ou gréco-catholiques.

## La colonisation autrichienne
Les premiers colons allemands sont venus du Banat, de Souabe, de Franconie, de Rhénanie, simples agriculteurs qui s'installèrent dans les villages de Jucica, Roșia, Greci et Mitocu Dragomirnei, sans qu'il y ait colonisation pure et simple, mais plutôt cohabitation dans des villages moldaves dépeuplés par l'exil des roumanophones orthodoxes fuyant la domination autrichienne, processus qui eut lieu de 1774 à 1782. En même temps que les colons allemands, il y eut également un repeuplement par des paysans polonais catholiques romains et ukrainiens gréco-catholiques, car l'Empire des Habsbourg favorisait le peuplement catholique de ses provinces.
À partir de 1783 est créé le hameau de Franzthal (la « Vallée de François ») actuellement en Bucovine du nord (Ukraine actuelle), première colonie de peuplement allemand créée sous le patronage de l'État autrichien.
En 1784, les prospections géologiques menées par Anton Von Manz permirent de découvrir des gisements de fer, d'argent, et de manganèse, rapidement exploités par des mineurs allemands principalement venus de Bohême, de Transylvanie et du Banat. Dès lors, le processus de colonisation allemande connaît une ampleur que n'aurait pas permis la seule colonisation agricole. En allemand, la Bucovine fut nommée Buchenland (ce qui signifie « hêtraie »).
En 1918, au moment où le Conseil de la Bucovine vota son rattachement au royaume de Roumanie, l'essentiel de la population germanophone se concentrait principalement au sud de la province, notamment à Gura Putnei (Karlsberg), Voivodeasa (Furstenthal), Dealul Edrii (Lichtenberg), Vadu Negrilesei (Schwarzthal), Frătăuți (Fratautz), Bădeuți (Badeutz), Cârlibaba (Mariensee), Ițcani (Itzkan) et Iacobeni (Jakoben), les deux derniers étant majoritairement de langue yiddish.
Sous la monarchie parlementaire roumaine, la culture allemande de Bucovine prospéra comme en témoignent les écrivains Paul Celan ou Gregor von Rezzori (Răzoare). Elle débordait largement dans les autres communautés, l'allemand servant de langue de communication entre les Roumains, les Ukrainiens, les Polonais et les Juifs (dont Celan). Des journaux, des livres en allemand continuèrent à paraître comme au temps de l'Autriche-Hongrie.

## 1940: La fin duBuchenlandallemand
Le Pacte germano-soviétique de 1939 prévoyait de partager la Bucovine en deux, le nord avec la capitale Cernăuți (aujourd'hui Tchernivtsi en Ukraine) devant être annexé par l'URSS, le sud restant roumain. Après que la France qui avait garanti les frontières roumaines se fut effondrée en juin 1940, l'URSS annexa la Bucovine du nord. En août-septembre 1940, un échange officiel de populations s'effectua sous le patronage d'une commission mixte roumano-soviétique qui fonctionnait aux frontières des deux pays. La majorité de la population roumaine fut évacuée en Bucovine du Sud et remplacée par des populations ukrainiennes. Parallèlement, sous le patronage d'une commission mixte germano-soviétique mise en place à la suite du Pacte germano-soviétique, la quasi-totalité de la population allemande de Bucovine fut transportée vers le Reich nazi. L'opération concernait les habitants du nord de la province. Pour les Allemands du sud de la Bucovine, l'évacuation vers l'Allemagne se fit selon la convention roumano-allemande du 22 octobre 1940.
Le nombre d'émigrants allemands demeure difficile à établir, d'autant que selon de nombreux rapports du Ministère roumain de l'Intérieur, beaucoup d'Allemands du sud de la Bucovine se déclarèrent « Roumains » pour ne pas partir. En outre, en 1941, 7 180 Allemands recensés comme tels choisirent de rester en Bucovine, dont 3 734 (chiffres du recensement du 6 avril 1941) dans les départements de Suceava, en Rădăuți, et en Câmpulung Moldovenesc, c’est-à-dire en Bucovine du Sud restée roumaine. Pourtant, alors que le recensement général de la population du 29 décembre 1930 avait enregistré 75 533 Allemands, les autorités allemandes auraient, entre 1940 et 1943, « rapatrié » 95 770 citoyens roumains appartenant à la communauté germanophone de Bucovine. Ce chiffre dépasse donc de 20 240 individus celui du nombre d'Allemands recensés en 1930, ce qui est pour le moins étrange.
L'hypothèse la plus vraisemblable pour expliquer cet écart est que, parmi les réfugiés allemands évacués vers le Reich se trouvaient de nombreux couples mixtes, comptés comme Roumains en 1930. L'importance de ces mariages mixtes explique partiellement qu'en 1940 près de 30 % des patronymes des Allemands de Bucovine étaient roumains, ukrainiens, hongrois, polonais, tchèques ou même italiens. Les Allemands soumis à la convention du 22 octobre 1940 perdirent leur citoyenneté roumaine tout en demeurant sous la protection de l'État roumain selon les articles 2 et 7 jusqu'à la date du 17 janvier 1942. La plupart d'entre eux furent répartis dans les territoires annexés par le Troisième Reich en Pologne (Wartheland) pour devenir « paysans militaires » : ils se trouvèrent en première ligne lors des offensives soviétiques de 1944. Selon les associations d'Allemands boucoviniens en Allemagne, un tiers d'entre eux périrent en fuyant vers l'ouest.

## Une identité en sursis
Durant la période communiste (1946-1989), l'exode des Allemands de Bucovine s'est révélé aussi important que dans les autres régions de Roumanie ; toutefois, il s'est très fortement ralenti après 1990.
Ce ralentissement peut s'expliquer par la population qui diminue, par la fin des pénuries et de la terreur ainsi que par l'identité spécifique des Allemands de Bucovine. Comme la plupart des communautés de Bucovine, les Allemands se sont ouverts à d'autres cultures par la nécessaire cohabitation avec de nombreux autres groupes ethniques, tous minoritaires. En milieu rural, les anciens villages allemands ne diffèrent en rien des autres, sinon par l'église du village, catholique ou protestante, toujours ornée d'un cantique en allemand. Dans ces villages, il est encore aujourd'hui difficile de différencier parmi les personnes âgées, Allemands et Roumains, qui s'expriment dans une langue extrêmement enrichie par des mots, voire des expressions de diverses origines. À Arbore, la plupart des plus de 60 ans roumanophones sont capables de s'exprimer en allemand, appris au contact des germanophones dans leur enfance. On constate dans un grand nombre de cas une nostalgie de la germanité de ces villages, certains allant jusqu'à entretenir ou surveiller l'église allemande abandonnée.
Aujourd'hui Cârlibaba, sur la Bistriṭa dorée, dans la zone de basse montagne des Obcines à l'extrême ouest de la Bucovine du Sud, est la dernière commune à abriter une forte population rurale germanophone : 268 Allemands (13 %) recensés en 1992 (pour 390 en 1977, 17 % des habitants du village). Il s'agit des descendants des colons allemands de Mariensee aujourd'hui incorporée à Cârlibaba. Ce qui est paradoxal, c'est que cette population semble toujours avoir été négligée par le pouvoir austro-hongrois (Cârlibaba est une commune reculée, difficile d'accès, à proximité du col de Prislop), la colonie ayant été systématiquement oubliée dans le travail cartographique de E. Fischer (Die Bukowina, 1899), mais aussi par la communauté allemande elle-même dans son ensemble, et par les autorités roumaines pourtant si aptes entre 1947 et 1989 à homogénéiser ce qui pouvait l'être. Manifestement, Mariensee a été épargnée une première fois par l'évacuation vers le Reich en 1940 - 1941. Pourquoi ces Souabes ont-ils si peu cédé à la tentation de l'évacuation vers l'Heimat (l'Allemagne) ? Peut-être en raison de l'important brassage ethnique, de la quantité des couples mixtes dans cette zone de contact entre peuplement ukrainien hutsule, roumain et germanique (à la fois allemands de Bistrița et « Zipsers » de Iacobeni). Toutefois, aujourd'hui l'essentiel de la communauté vit à Suceava et Rădăuți, et c'est surtout dans cette dernière ville que la minorité semble réellement préoccupée de perpétuer ses traditions plusieurs fois centenaires.

## Source
- Frédéric Beaumont, « Les minorités en Bucovine »